# 泥溪镇 (东至县)
泥溪镇，是中华人民共和国安徽省池州市东至县下辖的一个乡镇级行政单位。

## 行政区划
泥溪镇下辖以下地区：
泥溪村、隐东村、双龙村、元潘村、官村、朱村、宋阳村、水村、河庙村、西湾村、中洲村、双溪村和杨林村。